# پلینویل (ماساچوست)
پلینویل، ماساچوست
پلینویل(به انگلیسی: Plainville) شهرکی در شهرستان نورفولک ایالت ماساچوست می‌باشد که در سال ۱۹۰۵ بنیان‌گذاری شده‌است. این شهرک در سرشماری سال ۲۰۱۰ میلادی، ۸٬۲۶۴ نفر جمعیت داشته‌است.